# سیارک ۱۱۱۰۰
سیارک ۱۱۱۰۰ (به انگلیسی: 11100 Lai، نامگذاری:1995KC) یازده هزار و صدمین سیارک کشف شده‌است که در ۲۲ مه ۱۹۹۵ کشف شد.
قدر مطلق سیارک برابر ۱۴٫۹۰ است.